# Pietro Ciafferi
Pietro Ciafferi (Pisa, 1600 – 1654) è stato un pittore italiano.

## Biografia

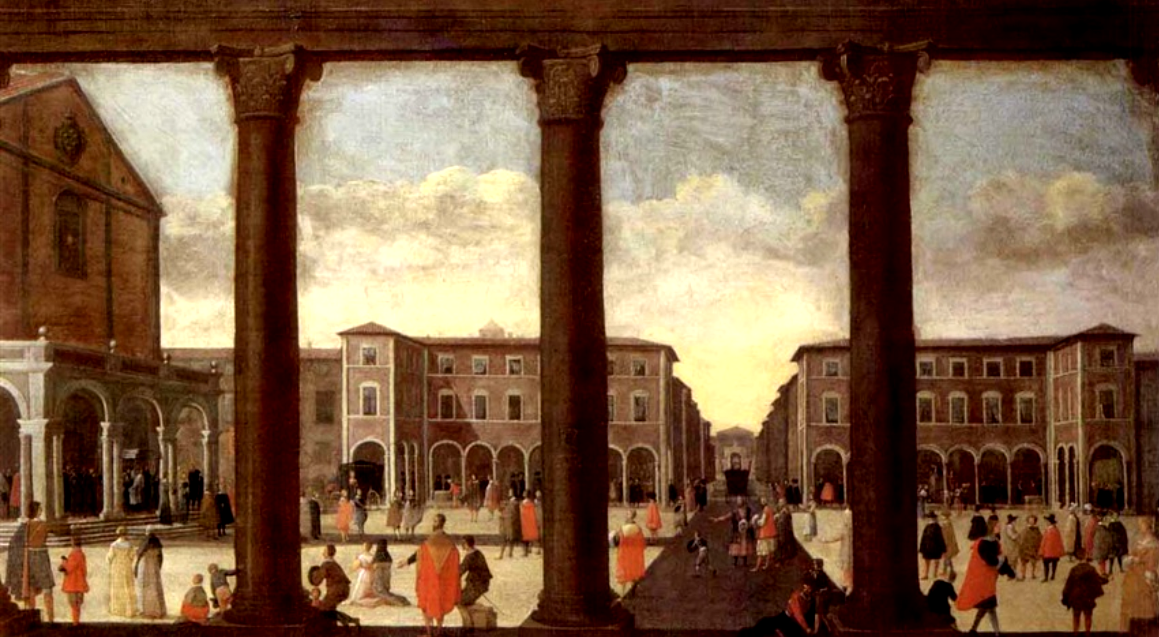
Piazza del Duomo a Livorno (1650)

Pietro Ciafferi, o Ciaffero, nacque a Pisa intorno al 1600. Fu soprannominato "lo Smargiasso". Dipingeva soggetti marini e porti, che la sua residenza a Livorno gli permetteva di studiare dal vero, oltre a vedute architettoniche e prospettiche e soggetti sacri. Le sue opere sono molto elaborate e ornate da piccole figure dettagliate. Queste sono conservate principalmente a Pisa e Livorno. Un suo Ecce homo si trova a Palazzo Pitti, a Firenze.